# Erxleben (Landkreis Börde)
Erxleben település Németországban, azon belül Szász-Anhalt tartományban. Lakosainak száma 2768 fő (2023. december 31.).

## Népesség
A település népességének változása:
| Lakosok száma | 2856 | 2856 | 2799 | 2788 | 2768 |
|               | 2017 | 2019 | 2021 | 2022 | 2023 |